# Simon Gopane
Motshweneng Simon Gopane (Bloemfontein, 1970. december 26. –) dél-afrikai válogatott labdarúgókapus.
A Dél-afrikai Köztársaság válogatott tagjaként részt vett az 1998-as világbajnokságon és az 1998-as afrikai nemzetek kupáján.

## Sikerei, díjai
Dél-Afrika
- Afrikai nemzetek kupája ezüstérmes (1): 1998